# Ilvesoja
De Ilvesoja is een beek (oja), die stroomt in de Zweedse  gemeente Övertorneå. De beek ontstaat als afwateringsrivier van een klein meer Kilpelijärvi, circa één hectare groot, en de daaromheen liggende moerassen. De beek stroomt noordwaarts om na 3 kilometer uit te monden in de Pentäsrivier.